# (3768) Monroe
(3768) Monroe ist ein Asteroid des Hauptgürtels, der am 5. September 1937 vom südafrikanischen Astronomen Cyril V. Jackson in Johannesburg entdeckt wurde.
Der Name des Asteroiden erinnert an die US-amerikanische Schauspielerin Marilyn Monroe.